# آسامی تانو
آسامی تانو (انگلیسی: Asami Tano; ۱۲ فوریهٔ ۱۹۸۷ – ) بازیگر، و صداپیشه اهل ژاپن بود.